# Gare de Matera FS
La gare de Matera FS devait devenir une gare ferroviaire de la ligne de Ferrandina à Matera (it) qui a été abandonnée avant son arrivée à Matera en région Basilicate. Seul le bâtiment voyageurs et les quais sont construits.

## Situation ferroviaire
La gare de Matera FS devait être le terminus de la ligne de Ferrandina à Matera (it) qui n'a pas été terminée.

## Historique
La ville de Matera est reliée depuis 1915 à Bari via Altamura par une ligne ferroviaire exploitée par les Chemins de fer Appulo-Lucanes (it), mais cette liaison est relativement lente et peu pratique. Matera est une ville importante et l'isolement du réseau ferré national est mal perçu par les habitants.
Les chemins de fer de l'État italien décidèrent au début des années 1970 de relier la ville à Ferrandina, sur la ligne Naples – Battipaglia – Métaponte – Tarente. Pour ce, ils lancèrent en 1982 la réalisation d'une ligne de 29,250 km entre la station de Ferrandina-Pomarico-Miglionico et la future gare FS de Matera, située à mi-chemin entre la ville et le village de La Martella distants de 7 km.
Le projet capota en 1986 alors que l'infrastructure était déjà pratiquement terminée : radier de la ligne, bâtiment et quais de la gare de Matera. Seulent manquent les voies.

## Traduction
- (it) Cet article est partiellement ou en totalité issu de l’article de Wikipédia en italien intitulé « Ferrovia Ferrandina-Matera » (voir la liste des auteurs).